# Дейнюм
Дейнюм (нід. Deinum, нід. вимова: [ˈdɛi̯.nʏm]) — село в нідерландській провінції Фрисландія. Входить до муніципалітету Вадхуке.
Його площа становить 4,73км², а населення станом на 2021 рік складало 1 055 осіб.

## Галерея

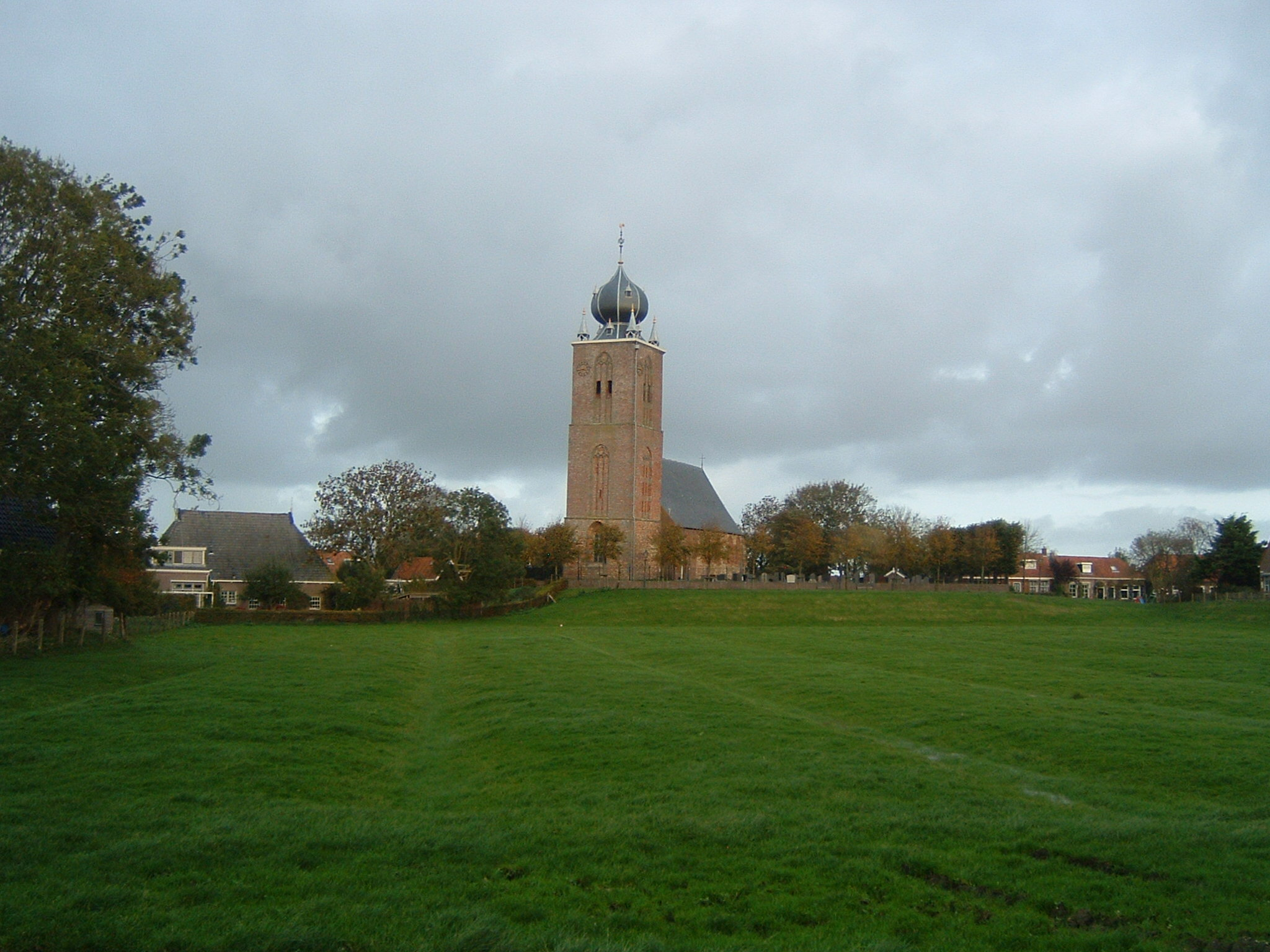
Панорама Дейнюма
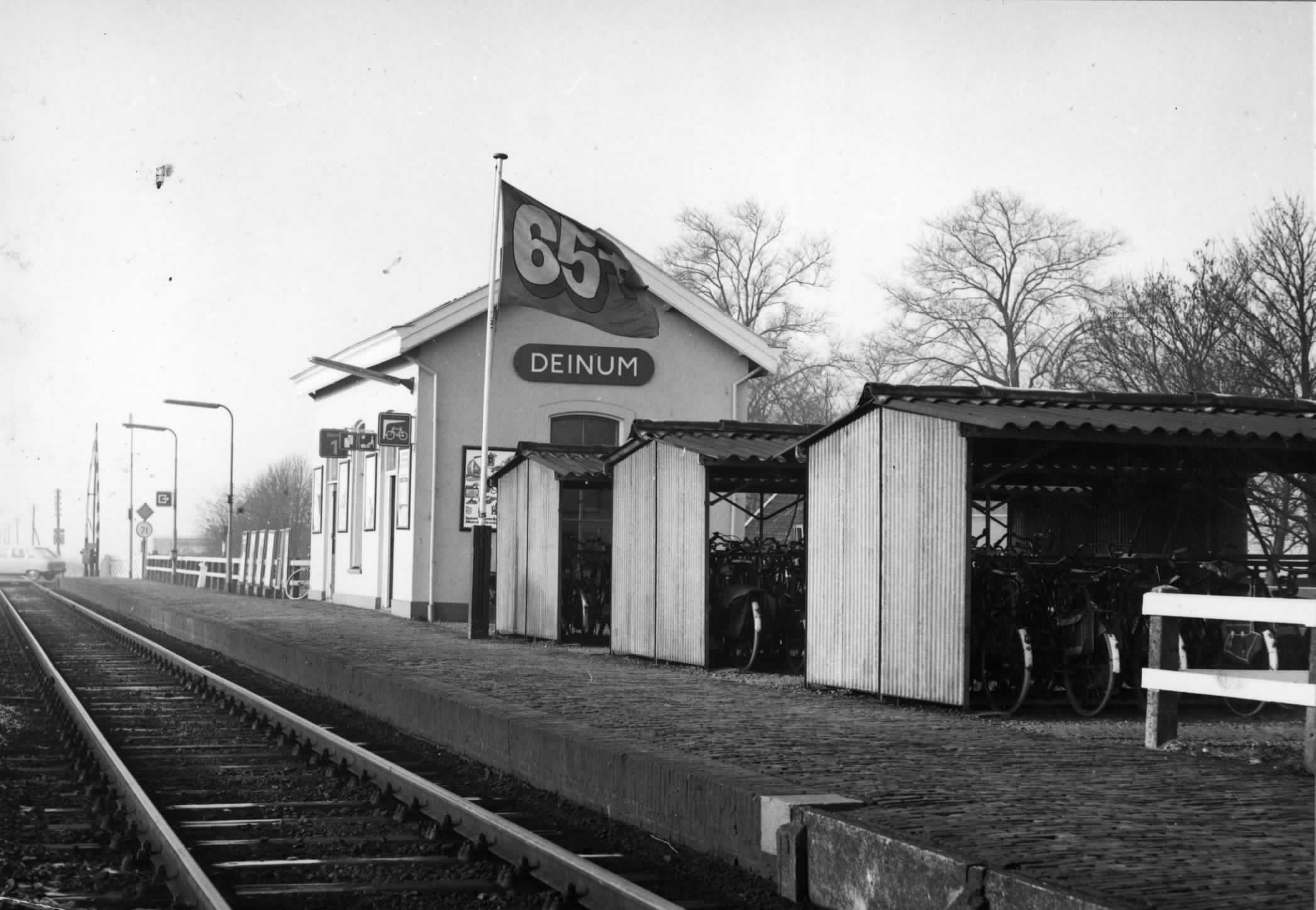
Будівля колишньої залізничної станції